# Comté de Newton (Texas)
Pour les articles homonymes, voir Newton et Comté de Newton.
Le comté de Newton, en anglais : Newton County, est un comté situé dans l'extrême est de l'État du Texas aux États-Unis. Il est nommé en l'honneur de John Newton, un soldat de la guerre d'indépendance américaine. Le siège du comté est Newton. Selon le  recensement de 2020, sa population est de 12 217 habitants.
Le comté a une superficie de 2 433 km2, dont 2 416 km2 en surfaces terrestres. 

## Comtés adjacents
|                 | Comté de Sabine | Paroisse de Vernon     |
| Comté de Jasper | comté de Newton | Paroisse de Beauregard |
|                 | Comté d'Orange  | Paroisse de Calcasieu  |